# Argyreia elongata
Argyreia elongata är en vindeväxtart som beskrevs av L. L. Forman. Argyreia elongata ingår i släktet Argyreia och familjen vindeväxter. Inga underarter finns listade i Catalogue of Life.